# Alpi dell'Algovia
Le Alpi dell'Algovia (in tedesco Allgäuer Alpen) sono una sottosezione delle Alpi Bavaresi.
Si trovano in Germania (Baviera e Baden-Württemberg) e in Austria (Vorarlberg e Tirolo) e prendono il nome dall'Algovia, regione geografica della Germania.
La vetta più alta delle Alpi dell'Algovia e, più in generale, di tutte le Alpi Bavaresi, è il Großer Krottenkopf che raggiunge i 2657 m s.l.m..

## Classificazione

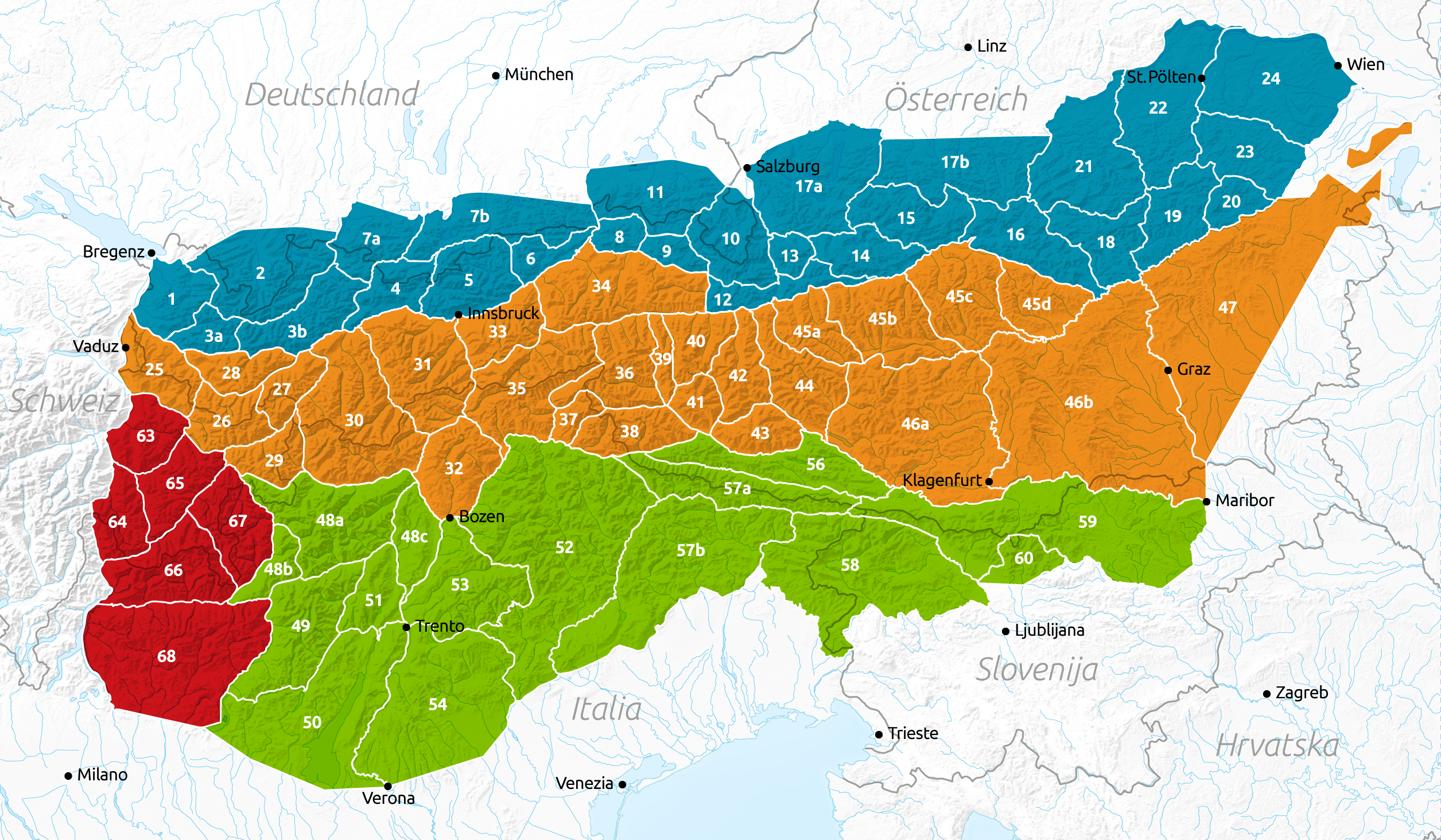
Le Alpi dell'Algovia secondo l'AVE sono individuate dal numero 2.

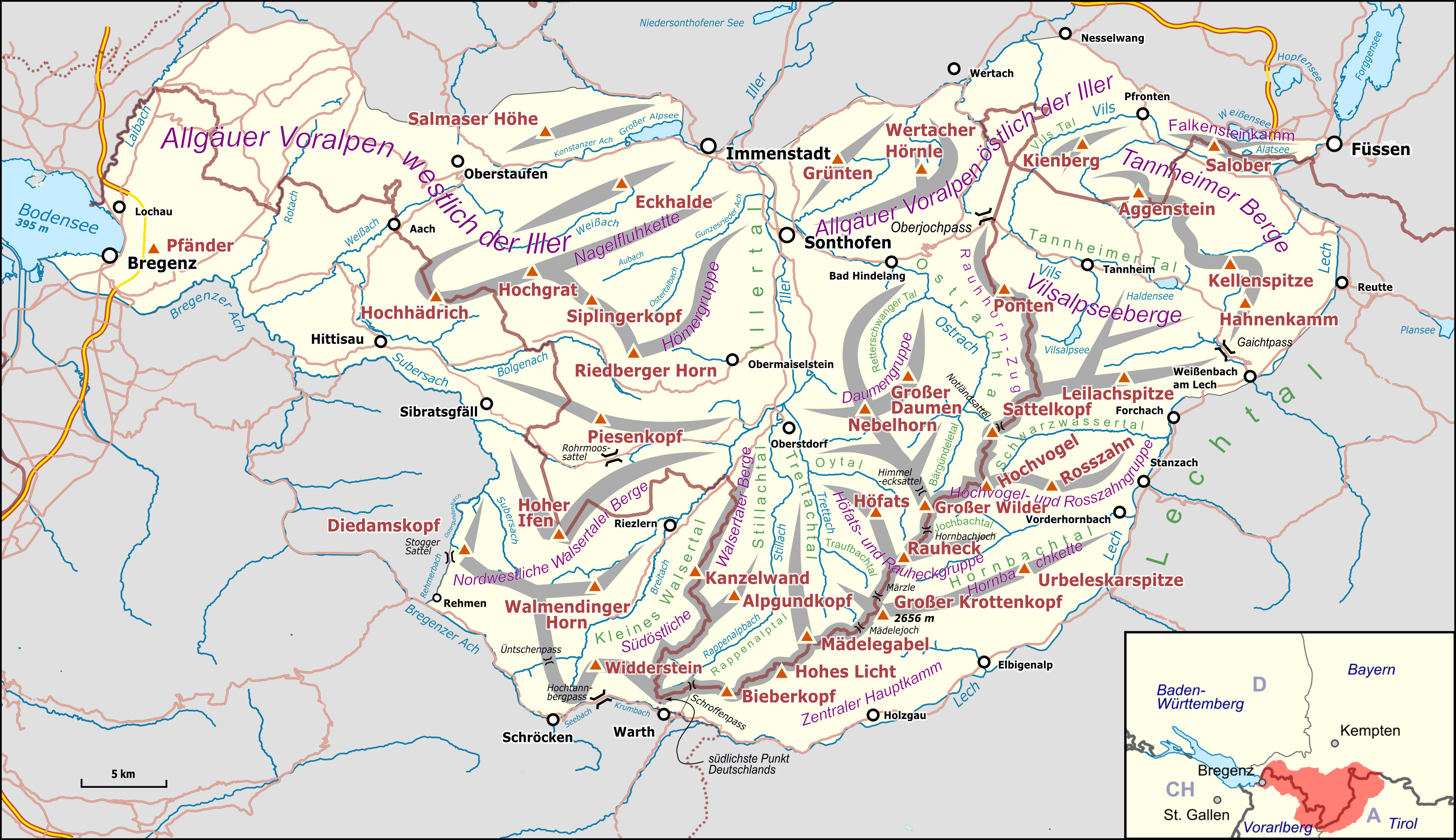
Cartina dettagliata del gruppo montuoso.

Secondo la SOIUSA le Alpi dell'Algovia sono una sottosezione alpina con la seguente classificazione:
- Grande parte = Alpi Orientali
- Grande settore = Alpi Nord-orientali
- Sezione = Alpi Bavaresi
- Sottosezione = Alpi dell'Algovia
- Codice = II/B-22.II

Secondo l'AVE costituiscono il gruppo n. 2 di 75 nelle Alpi Orientali.

## Delimitazioni
Le Alpi dell'Algovia:
- a nord si stemperano nelle Colline bavaresi;
- ad est confinano con le Alpi dell'Ammergau (nella stessa sezione alpina) e separate dal corso del fiume Lech;
- a sud-est confinano con le Alpi della Lechtal (nelle Alpi Calcaree Nordtirolesi) e separate dal corso del fiume Lech;
- a sud confinano con i Monti delle Lechquellen (nelle Alpi Calcaree Nordtirolesi) e separate dal passo Hochtannberg;
- a sud-ovest confinano con le Prealpi di Bregenz (nella stessa sezione alpina).

## Suddivisione

Alpi dell'Algovia

In accordo con le definizioni della SOIUSA le Alpi dell'Algovia si suddividono in cinque supergruppi, quattordici gruppi e ventotto sottogruppi:
- Monti della Walsertal (A)
  - Catena Widderstein-Schafalpen (A.1)
  - Catena Hoher Ifen-Heiterberg (A.2)
    - Baader Bergumrahmung (A.2.a)
    - Schwarzwasserberge (A.2.b)
      - Costiera del Didamskopf (A.2.b/a)
      - Costiera dell'Hoher Ifen (A.2.b/b)
- Prealpi Occidentali dell'Algovia (B)
  - Catena Besler-Hittisberg (B.3)
  - Catena del Riedberg (B.4)
  - Allgäuer Molasseberge (B.5)
    - Costiera dello Sipling (B.5.a)
    - Nagelfluhkette (B.5.b)
    - Monti del Weißbach(B.5.c)
      - Costiera dell'Himmeleck (B.5.c/a)
      - Costiera dell'Hochstraß (B.5.c/b)

    - Monti di Rotach (B.5.d)
- Alpi dell'Algovia in senso stretto (C)
  - Catena Mädelegabel-Hochlicht (C.6)
    - Alpi di Rappen (C.6.a)
    - Gruppo Hochlicht-Peischel (C.6.b)
    - Gruppo del Mädelegabel (C.6.c)
      - Costiera del Mädelegabel (C.6.c/a)
      - Himmelschrofenzug (C.6.c/b)

  - Catena Kruttenspitze-Höfats (C.7)
    - Gruppo del Kruttenspitze (C.7.a)
    - Gruppo dell'Höfats (C.7.b)

  - Gruppo del Krottenkopf (C.8)
  - Catena Hochvogel-Roßzahn (C.9)
    - Gruppo del Wilden (C.9.a)
    - Gruppo del Hochvogel (C.9.b)
    - Gruppo del Roßzahn (C.9.c)

  - Gruppo del Daumen (C.10)
    - Catena dello Schneck (C.10.a)
    - Catena del Nebelhorn (C.10.b)
    - Catena del Daumen (C.10.c)

  - Catena Rauhorn-Leilach (C.11)
    - Cresta del Rauhorn (C.11.a)
    - Gruppo del Vilsalpsee (C.11.b)
- Prealpi Orientali dell'Algovia (D)
  - Monti di Pfronten (D.12)
    - Monti di Wertach (D.12.a)
      - Costiera del Wertach (D.12.a/a)
      - Costiera del Grünten (D.12.a/b)
      - Costiera del Edelsberg (D.12.a/c)

    - Catena del Vilser (D.12.b)
- Monti del Tannheim (E)
  - Gruppo del Tannheim (E.13)
    - Gruppo principale del Tannheim (E.13.a)
    - Gruppo orientale del Tannheim (E.13.b)
    - Gruppo settentrionale del Tannheim (E.13.c)

  - Gruppo occidentale del Tannheim (E.14)
    - Gruppo dello Sefenspitz (E.14.a)
    - Costiera Aggenstein-Roßberg (E.14.b)
    - Costiera Schönkahler-Einstein (E.14.c)
    - Costiera del Kienberg (E.14.d)

## Vette principali

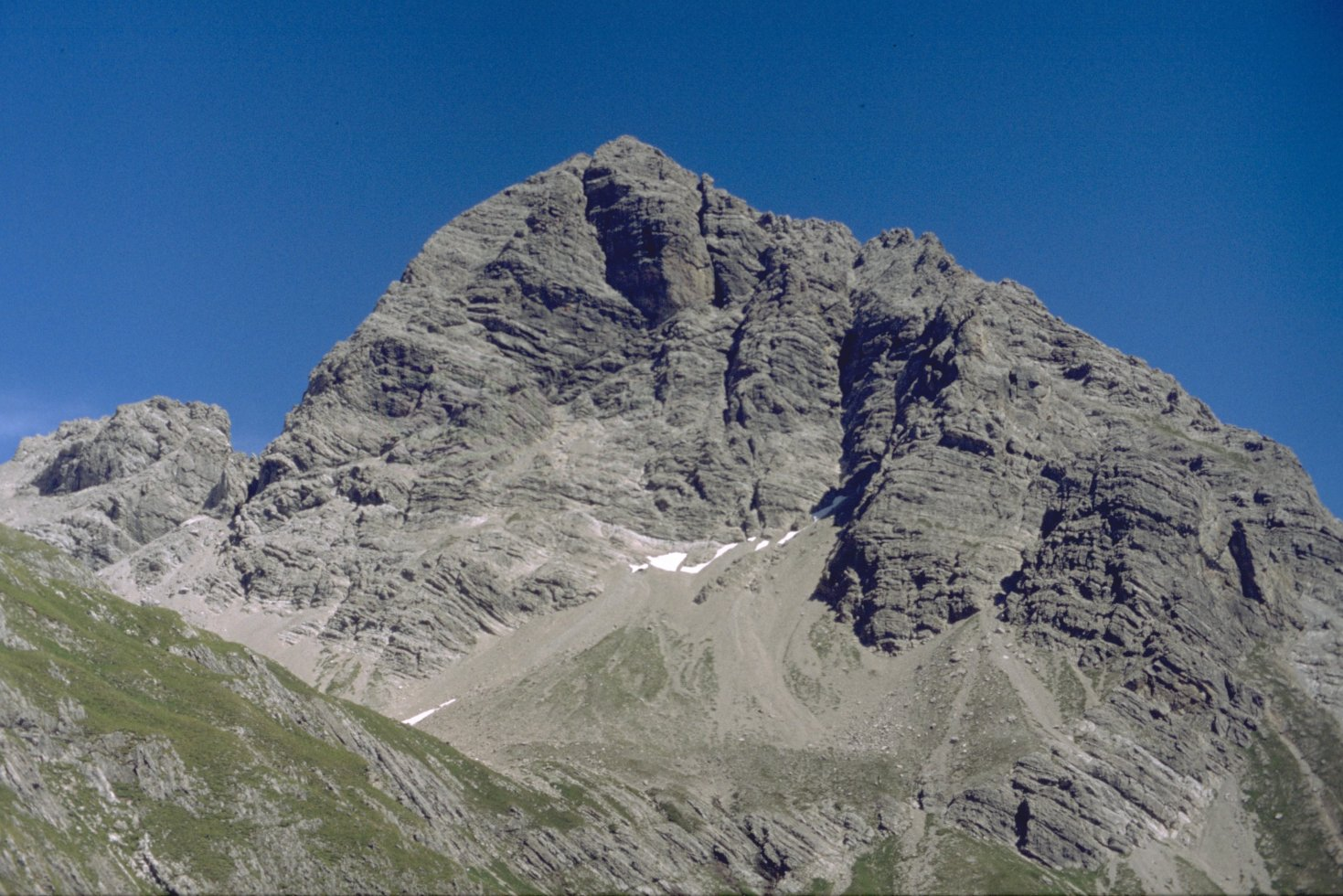
Il Großer Krottenkopf.

I monti principali sono:
- Großer Krottenkopf, 2657 m
- Hohes Licht, 2652 m
- Hochfrottspitze, 2649 m
- Mädelegabel, 2644 m
- Urbeleskarspitze, 2632 m
- Steinschartenkopf, 2615 m
- Marchspitze, 2610 m
- Bretterspitze, 2609 m
- Bockkarkopf, 2608 m
- Biberkopf, 2600 m
- Trettachspitze, 2595 m
- Hochvogel, 2591 m
- Großer Widderstein, 2533 m
- Rauheck, 2385 m
- Kreuzkarspitze, 2369 m
- Geisshorn, 2366 m
- Schafalpenköpfe, 2320 m
- Großer Daumen, 2280 m
- Leilachspitze, 2276 m
- Schneck, 2268 m
- Höfats, 2259 m
- Gaishorn, 2247 m
- Kellespitze, 2247 m
- Hoher Ifen, 2230 m
- Nebelhorn, 2224 m
- Gimpel, 2176 m
- Rote Flüh, 2111 m
- Kanzelwand, 2058 m
- Große Schlicke, 2056 m
- Fellhorn, 2038 m
- Obere Gottesackerwände, 2033 m
- Walmendinger Horn, 1990 m
- Aggenstein, 1987 m
- Rubihorn, 1957 m
- Breitenberg, 1838 m
- Hochgrat, 1834 m
- Riedberger Horn, 1786 m
- Grünten, 1738 m
- Sonnenkopf, 1712 m
- Wertacher Hörnle, 1695 m
- Besler, 1680 m
- Sorgschrofen, 1636 m
- Immenstädter Horn, 1490 m
- Mittagberg, 1451 m
- Schwarzer Grat, 1118 m
- Pfänder, 1063 m